# NGC 7313
NGC 7313 este o galaxie situată în constelația Peștele Austral. A fost descoperită în 24 septembrie 1864 de către Albert Marth.